# سيدني بارسونز
سيدني بارسونز هو نقابي كندي، ولد في 11 أبريل 1893 في بليموث في المملكة المتحدة، وتوفي في 22 أبريل 1955 في إدمونتون في كندا.